# Louis Giani
Louis Domenico Giani  (ur. 18 kwietnia 1934 w Nowym Jorku, zm. 19 stycznia 2021 w Northport) – amerykański zapaśnik walczący w stylu wolnym. Olimpijczyk z Rzymu 1960, gdzie zajął dziewiąte miejsce w kategorii do 62 kg. Wycofał się w czwartej rundzie z powodu kontuzji.
Złoty medalista igrzysk panamerykańskich w 1959 roku.
Uczęszczał do R.L. Simpson High School (Huntington High School) w Huntington, Adelphi College w Garden City i C.W. Post w Brookville. Trener zapasów i MMA. Pracownik Grumman Aircraft Engineering Corporation.

## Letnie Igrzyska Olimpijskie 1960
| Konkurencja      | Rundy eliminacyjne       | Rundy eliminacyjne               | Rundy eliminacyjne        | Klas. końcowa |
| Konkurencja      | Przeciwnik I             | Przeciwnik II                    | Przeciwnik III            | Miejsce       |
| ---------------- | ------------------------ | -------------------------------- | ------------------------- | ------------- |
| 62 kg styl wolny | Angelo Gelsomini (ITA) Z | Mohamed Khadem Khorasani (IRI) P | Kasim Ahmed Sayed (IRQ) Z | 9.            |